# راي هوبر
راي هوبر (بالإنجليزية: Ray Hopper)‏ هو سياسي أسترالي، ولد في 3 مارس 1960 في أستراليا. حزبياً، نشط في الحزب الوطني الأسترالي. في 2009 Queensland state election ‏، انتخب عضو المجلس التشريعي ولاية كوينزلاند عن دائرة Electoral district of Condamine ‏ (21 مارس 2009 – 31 يناير 2015) وفي 2001 Queensland state election ‏، انتخب عضو المجلس التشريعي ولاية كوينزلاند عن دائرة Electoral district of Darling Downs (Queensland) ‏ (17 فبراير 2001 – 21 مارس 2009).